# Llaima

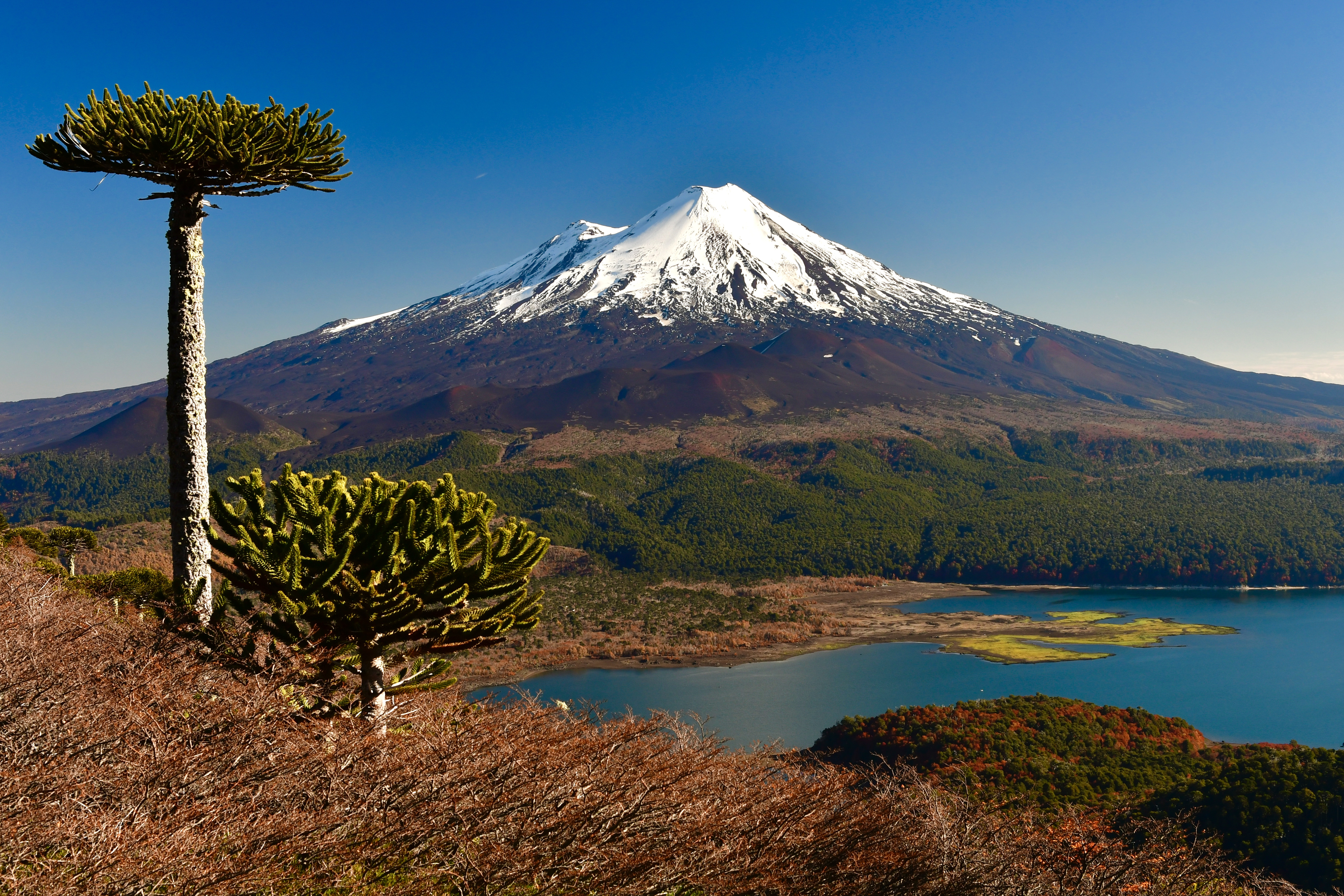
Wulkan Llaima (2018)

Llaima, Volcán Llaima – czynny wulkan w Andach Południowych, w Chile, na wschód od miasta Temuco.
Wysokość 3124 m. Od 1640 roku zanotowano 31 erupcji, ostatnia 1 stycznia 2008 roku. Na stokach występują lasy araukariowe, powyżej 2000 m wieczne śniegi.
Wulkan znajduje się na terenie Parku Narodowego Conguillío.